# Lakrani Perera
Lakrani Perera (ur. ?) – cejlońska lekkoatletka, tyczkarka.
Złota medalistka mistrzostw kraju.

## Rekordy życiowe
- skok o tyczce – 3,20 (2011) były rekord Sri Lanki